# Andrzej Dąbrowski (inżynier)
Andrzej Mieczysław Dąbrowski (ur. 8 kwietnia 1947 w Kątach Wrocławskich) – polski inżynier, profesor nauk technicznych, specjalizujący się w systemach szerokopasmowych CDMA i systemach teletransmisyjnych SDH.

## Życiorys
Absolwent Liceum Ogólnokształcącego w Siedlcach. W 1971 ukończył studia magisterskie na Wydziale Elektroniki Politechniki Warszawskiej. Od 1973 do 1976 studiował również matematykę na Uniwersytecie Warszawskim. Doktoryzował się w 1978, natomiast habilitację z telekomunikacji uzyskał na przełomie 1989 i 1990 na podstawie dotychczasowego dorobku naukowego i pracy pt. Problemy synchronizacji w systemach szerokopasmowych z celowym rozpraszaniem widma. Tytuł profesora otrzymał w 2007.
Na Wydziale Elektroniki i Technik informacyjnych w Instytucie Telekomunikacji pracuje od 1971, w tym od 1995 jako profesor nadzwyczajny. Początkowo zajmował się projektowaniem modemów z odbiornikami adaptacyjnymi do zastosowań przemysłowych. W latach 80. uczestniczył w pracach nad zastosowaniem systemów z rozproszonym widmem. W 1991 został kierownikiem Zakładu Systemów Teletransmisyjnych w Instytucie Telekomunikacji i w ramach tej funkcji prowadził w latach 90. współpracę z Telekomunikacją Polską. W latach 2002–2008 piastował stanowisko dyrektora Instytutu Telekomunikacji PW. Członek Komitetu Elektroniki i Telekomunikacji PAN, Instytutu Inżynierów Elektryków i Elektroników i Polskiego Towarzystwa Zastosowań Elektromagnetyzmu. Został odznaczony Złotym Krzyżem Zasługi.